# Liste der Bodendenkmäler in Lauingen (Donau)
Auf dieser Seite sind die Bodendenkmäler in der schwäbischen Stadt Lauingen zusammengestellt. Diese Tabelle ist eine Teilliste der Liste der Bodendenkmäler in Bayern. Grundlage ist die Bayerische Denkmalliste, die auf Basis des Bayerischen Denkmalschutzgesetzes vom 1. Oktober 1973 erstmals erstellt wurde und seither durch das Bayerische Landesamt für Denkmalpflege geführt wird. Die folgenden Angaben ersetzen nicht die rechtsverbindliche Auskunft der Denkmalschutzbehörde.

## Bodendenkmäler der Gemeinde Lauingen

### Gemarkung Aislingen
| Lage                 | Objekt                       | Akten-Nr.     | Bild |
| -------------------- | ---------------------------- | ------------- | ---- |
| Aislingen (Standort) | Grabhügel der Hallstattzeit. | D-7-7428-0153 |      |
| Aislingen (Standort) | Grabhügel der Hallstattzeit. | D-7-7428-0157 |      |

### Gemarkung Faimingen
| Lage                 | Objekt | Akten-Nr.     | Bild |
| -------------------- | --- | ------------- | ---- |
| Faimingen (Standort) | Mittelalterlicher Burgstall.                                                                                  | D-7-7428-0014 |      |
| Faimingen (Standort) | Straße der römischen Kaiserzeit.                                                                              | D-7-7428-0169 |      |
| Faimingen (Standort) | Siedlung des Neolithikums, der Hallstatt- und der Latènezeit, Vicus und Brandgräber der römischen Kaiserzeit. | D-7-7428-0185 |      |
| Faimingen (Standort) | Kastell der römischen Kaiserzeit.                                                                             | D-7-7428-0187 |      |
| Faimingen (Standort) | Straße der römischen Kaiserzeit.                                                                              | D-7-7428-0242 |      |
| Faimingen (Standort) | Straße der römischen Kaiserzeit                                                                               | D-7-7428-0302 |      |
| Faimingen (Standort) | Abgegangene Kapelle des Mittelalters.                                                                         | D-7-7428-0306 |      |
| Faimingen (Standort) | Straße der römischen Kaiserzeit.                                                                              | D-7-7428-0314 |      |
| Faimingen (Standort) | Abgegangene Kirche des Mittelalters.                                                                          | D-7-7428-0437 |      |
| Faimingen (Standort) | Kastell der frühen römischen Kaiserzeit.                                                                      | D-7-7428-0438 |      |

### Gemarkung Frauenriedhausen
| Lage                                         | Objekt | Akten-Nr.     | Bild |
| -------------------------------------------- | --- | ------------- | ---- |
| Frauenriedhausen (Standort)                  | Siedlung vorgeschichtlicher Zeitstellung.                                                                                    | D-7-7328-0037 |      |
| Frauenriedhausen Lauingen (Donau) (Standort) | Grabenwerk vor- und frühgeschichtlicher Zeitstellung.                                                                        | D-7-7328-0359 |      |
| Frauenriedhausen (Standort)                  | Freilandstation des Mesolithikums.                                                                                           | D-7-7428-0129 |      |
| Frauenriedhausen (Standort)                  | Villa rustica der römischen Kaiserzeit.                                                                                      | D-7-7428-0183 |      |
| Frauenriedhausen (Standort)                  | Siedlung vorgeschichtlicher Zeitstellung.                                                                                    | D-7-7428-0282 |      |
| Frauenriedhausen (Standort)                  | Mittelalterliche und frühneuzeitliche Befunde im Bereich der Katholischen Pfarrkirche Mariä Himmelfahrt in Frauenriedhausen. | D-7-7428-0441 |      |
| Frauenriedhausen (Standort)                  | Straße der römischen Kaiserzeit.                                                                                             | D-7-7428-0515 |      |

### Gemarkung Gundelfingen a.d.Donau
| Lage                              | Objekt                           | Akten-Nr.     | Bild |
| --------------------------------- | -------------------------------- | ------------- | ---- |
| Gundelfingen a.d.Donau (Standort) | Straße der römischen Kaiserzeit. | D-7-7428-0179 |      |
| Gundelfingen a.d.Donau (Standort) | Straße der römischen Kaiserzeit. | D-7-7428-0516 |      |

### Gemarkung Haunsheim
| Lage                 | Objekt                           | Akten-Nr.     | Bild |
| -------------------- | -------------------------------- | ------------- | ---- |
| Haunsheim (Standort) | Straße der römischen Kaiserzeit. | D-7-7428-0514 |      |

### Gemarkung Hausen
| Lage              | Objekt                                               | Akten-Nr.     | Bild |
| ----------------- | ---------------------------------------------------- | ------------- | ---- |
| Hausen (Standort) | Siedlung der Altheimer Kultur und der Hallstattzeit. | D-7-7428-0222 |      |

### Gemarkung Lauingen (Donau)
| Lage                        | Objekt | Akten-Nr.     | Bild |
| --------------------------- | --- | ------------- | ---- |
| Lauingen (Donau) (Standort) | Freilandstation des Mesolithikums, Siedlung des Neolithikums und der Urnenfelderzeit, Verhüttungsplatz vor- und frühgeschichtlicher Zeitstellung. | D-7-7428-0012 |      |
| Lauingen (Donau) (Standort) | Siedlung der Hallstattzeit, der römischen Kaiserzeit und des Mittelalters. | D-7-7428-0018 |      |
| Lauingen (Donau) (Standort) | Brandgräber der Urnenfelderzeit. | D-7-7428-0027 |      |
| Lauingen (Donau) (Standort) | Verhüttungsplatz vor- und frühgeschichtlicher oder mittelalterlicher Zeitstellung. | D-7-7428-0034 |      |
| Lauingen (Donau) (Standort) | Gräber der römischen Kaiserzeit. | D-7-7428-0046 |      |
| Lauingen (Donau) (Standort) | Freilandstation des Mesolithikums, Eisenverhüttungsplatz vor- und frühgeschichtlicher oder mittelalterlicher Zeitstellung. | D-7-7428-0086 |      |
| Lauingen (Donau) (Standort) | Straße der römischen Kaiserzeit. | D-7-7428-0105 |      |
| Lauingen (Donau) (Standort) | Siedlung der Hallstatt- und der Latènezeit. | D-7-7428-0108 |      |
| Lauingen (Donau) (Standort) | Abgegangene Siedlung der frühen Neuzeit. | D-7-7428-0118 |      |
| Lauingen (Donau) (Standort) | Siedlung vorgeschichtlicher Zeitstellung. | D-7-7428-0120 |      |
| Lauingen (Donau) (Standort) | Verhüttungsplatz vor- und frühgeschichtlicher oder mittelalterlicher Zeitstellung. | D-7-7428-0128 |      |
| Lauingen (Donau) (Standort) | Villa rustica der römischen Kaiserzeit. | D-7-7428-0180 |      |
| Lauingen (Donau) (Standort) | Siedlung vor- und frühgeschichtlicher Zeitstellung. | D-7-7428-0192 |      |
| Lauingen (Donau) (Standort) | Straße der römischen Kaiserzeit. | D-7-7428-0195 |      |
| Lauingen (Donau) (Standort) | Grabhügel vorgeschichtlicher Zeitstellung. | D-7-7428-0198 |      |
| Lauingen (Donau) (Standort) | Straßentrasse vor- und frühgeschichtlicher oder mittelalterlicher Zeitstellung. | D-7-7428-0202 |      |
| Lauingen (Donau) (Standort) | Grabhügel vorgeschichtlicher Zeitstellung. | D-7-7428-0203 |      |
| Lauingen (Donau) (Standort) | Grabhügel vorgeschichtlicher Zeitstellung. | D-7-7428-0204 |      |
| Lauingen (Donau) (Standort) | Straße der römischen Kaiserzeit. | D-7-7428-0241 |      |
| Lauingen (Donau) (Standort) | Straßentrasse vor- und frühgeschichtlicher oder mittelalterlicher Zeitstellung. | D-7-7428-0327 |      |
| Lauingen (Donau) (Standort) | Mittelalterliche und frühneuzeitliche Befunde im Bereich der befestigten Altstadt von Lauingen. | D-7-7428-0372 |      |
| Lauingen (Donau) (Standort) | Körpergräber vor- und frühgeschichtlicher Zeitstellung. | D-7-7428-0447 |      |
| Lauingen (Donau) (Standort) | Körpergräber des frühen Mittelalters. | D-7-7428-0448 |      |
| Lauingen (Donau) (Standort) | Mittelalterliche und frühneuzeitliche Befunde im Bereich der Katholischen Stadtpfarrkirche St. Martin in Lauingen und ihrer Vorgängerbauten. | D-7-7428-0475 |      |
| Lauingen (Donau) (Standort) | Mittelalterliche und frühneuzeitliche Befunde im Bereich des ehemaligen Augustinerklosters in Lauingen. | D-7-7428-0476 |      |
| Lauingen (Donau) (Standort) | Mittelalterliche und frühneuzeitliche Befunde im Bereich der Katholischen Spitalkirche St. Alban in Lauingen und ihrer Vorgängerbauten. | D-7-7428-0477 |      |
| Lauingen (Donau) (Standort) | Mittelalterliche und frühneuzeitliche Befunde im Bereich der Katholischen Kirche St. Andreas und Joseph in Lauingen. | D-7-7428-0478 |      |
| Lauingen (Donau) (Standort) | Frühneuzeitliche Befunde im Bereich der Katholischen Kirche St. Johannes d.T. in Lauingen. | D-7-7428-0479 |      |
| Lauingen (Donau) (Standort) | Mittelalterliche und frühneuzeitliche Befunde im Bereich der Katholischen Wallfahrtskirche St. Leonhard am Ried. | D-7-7428-0480 |      |
| Lauingen (Donau) (Standort) | Mittelalterliche und frühneuzeitliche Stadtbefestigung von Lauingen. | D-7-7428-0482 |      |
| Lauingen (Donau) (Standort) | Abgegangene mittelalterliche Allerheiligenkapelle. | D-7-7428-0483 |      |
| Lauingen (Donau) (Standort) | Mittelalterliche und frühneuzeitliche Befunde im Bereich des Schlosses Lauingen. | D-7-7428-0484 |      |
| Lauingen (Donau) (Standort) | Körpergräber des Frühmittelalters. | D-7-7428-0485 |      |
| Lauingen (Donau) (Standort) | Mittelalterliche und frühneuzeitliche Befunde im Bereich des ehemaligen Zisterzienserinnenklosters St. Agnes in Lauingen. | D-7-7428-0486 |      |
| Lauingen (Donau) (Standort) | Mittelalterliche und frühneuzeitliche Befunde im Bereich der ehemalige Synagoge in Lauingen. | D-7-7428-0487 |      |
| Lauingen (Donau) (Standort) | Wüstgefallene Siedlung des Mittelalters, Körpergräber vor- und frühgeschichtlicher oder mittelalterlicher Zeitstellung. | D-7-7428-0489 |      |
| Lauingen (Donau) (Standort) | Wüstgefallene Siedlung des Mittelalters mit abgegangener Kirche St. Ulrich im Weihengäu. | D-7-7428-0491 |      |
| Lauingen (Donau) (Standort) | Siedlung und Körpergräber des Spätmittelalters. | D-7-7428-0493 |      |
| Lauingen (Donau) (Standort) | Siedlung des Hochmittelalters. | D-7-7428-0494 |      |
| Lauingen (Donau) (Standort) | Siedlung der Linearbandkeramik, des Mittel- und Jungneolithikums, der Bronzezeit, Urnenfelder-, Hallstatt- und Latènzeit sowie des frühen Mittelalters; Gräber der frühen Bronzezeit, der Urnenfelderzeit, der römischen Kaiserzeit und des Frühmittelalters. | D-7-7428-0495 |      |
| Lauingen (Donau) (Standort) | Siedlung der Spätlatènezeit. | D-7-7428-0508 |      |
| Lauingen (Donau) (Standort) | Mittelalterliche und frühneuzeitliche Befunde im Bereich der spätmittelalterlichen Stadterweiterungen von Lauingen. | D-7-7428-0531 |      |
| Lauingen (Donau) (Standort) | Stadtbefestigung im Bereich der spätmittelalterlichen Stadterweiterungen von Lauingen. | D-7-7428-0532 |      |
| Lauingen (Donau) (Standort) | Grabhügel der Hallstattzeit. | D-7-7428-0543 |      |
| Lauingen (Donau) (Standort) | Rechteckiges Grabenwerk vor- und frühgeschichtlicher Zeitstellung. | D-7-7428-0545 |      |

### Gemarkung Veitriedhausen
| Lage                      | Objekt | Akten-Nr.     | Bild |
| ------------------------- | --- | ------------- | ---- |
| Veitriedhausen (Standort) | Siedlung der Hallstattzeit.                                                                                                  | D-7-7428-0060 |      |
| Veitriedhausen (Standort) | Freilandstation des Mesolithikums.                                                                                           | D-7-7428-0066 |      |
| Veitriedhausen (Standort) | Freilandstation des Mesolithikums, Siedlung des Neolithikums und Verhüttungsplatz vor- und frühgeschichtlicher Zeitstellung. | D-7-7428-0077 |      |
| Veitriedhausen (Standort) | Freilandstation des Mesolithikums, Siedlung vorgeschichtlicher Zeitstellung.                                                 | D-7-7428-0083 |      |
| Veitriedhausen (Standort) | Freilandstation des Mesolithikums.                                                                                           | D-7-7428-0087 |      |
| Veitriedhausen (Standort) | Siedlung des Neolithikums.                                                                                                   | D-7-7428-0103 |      |
| Veitriedhausen (Standort) | Siedlung vor- und frühgeschichtlicher Zeitstellung.                                                                          | D-7-7428-0178 |      |
| Veitriedhausen (Standort) | Verhüttungsplatz vor- und frühgeschichtlicher oder mittelalterlicher Zeitstellung.                                           | D-7-7428-0278 |      |
| Veitriedhausen (Standort) | Siedlung vor- und frühgeschichtlicher Zeitstellung.                                                                          | D-7-7428-0279 |      |
| Veitriedhausen (Standort) | Siedlung der römischen Kaiserzeit.                                                                                           | D-7-7428-0443 |      |
| Veitriedhausen (Standort) | Mittelalterliche und frühneuzeitliche Befunde im Bereich der Katholischen Filialkirche St. Veit in Veitriedhausen.           | D-7-7428-0444 |      |
| Veitriedhausen (Standort) | Rechteckiges Grabenwerk vorgeschichtlicher Zeitstellung.                                                                     | D-7-7428-0446 |      |
| Veitriedhausen (Standort) | Gräber der Schnurkeramik, Siedlung vorgeschichtlicher Zeitstellung.                                                          | D-7-7428-0518 |      |
| Veitriedhausen (Standort) | Siedlung des Neolithikums.                                                                                                   | D-7-7428-0529 |      |
| Veitriedhausen (Standort) | Siedlung der Metallzeiten.                                                                                                   | D-7-7428-0530 |      |

### Gemarkung Wittislingen
| Lage                    | Objekt                           | Akten-Nr.     | Bild |
| ----------------------- | -------------------------------- | ------------- | ---- |
| Wittislingen (Standort) | Straße der römischen Kaiserzeit. | D-7-7328-0113 |      |